# Impedimenta
Con impedimenta si intendevano i bagagli (inteso come convoglio, le necessità personali dei legionari venivano da loro trasportate personalmente nella sarcina) trasportati ed utilizzati dall'esercito romano durante le campagne militari.

## Ordine di marcia

### Epoca repubblicana
Tito Livio racconta di una forma particolare di ordine di marcia dell'esercito romano in territorio nemico: si trattava del cosiddetto agmen quadratum, dove in testa ed in coda c'erano le due legioni consolari, ai lati le ali dei socii, al centro i bagagli di tutte le quattro unità menzionate (ovvero gli impedimenta delle legio I e II oltre a quelli delle due ali). Tale ordine di marcia fu utilizzato fin dall'inizio della Repubblica, menzionato anche durante le guerre sannitiche, la guerra annibalica, la guerra giugurtina, e la battaglia di Carre.
È Polibio ad informarci dell'ordine di marcia "base" di un esercito romano consolare, formato quindi da due legioni romane e due di alleati (socii). In testa alla "colonna" (agmen pilatum) si trovava un'avanguardia di soldati scelti tra le truppe alleate (socii delecti), poi seguiva l'ala dextra sociorum, a seguire i bagagli alleati (impedimenta sociorum alae dextrae), la legio I consolare, i bagagli legionari (impedimenta legionis I), la legio II consolare, i bagagli legionari (impedimenta legionis II), a seguire i bagagli alleati (impedimenta sociorum alae sinistrae) e a chiudere l'ala sinistra sociorum.

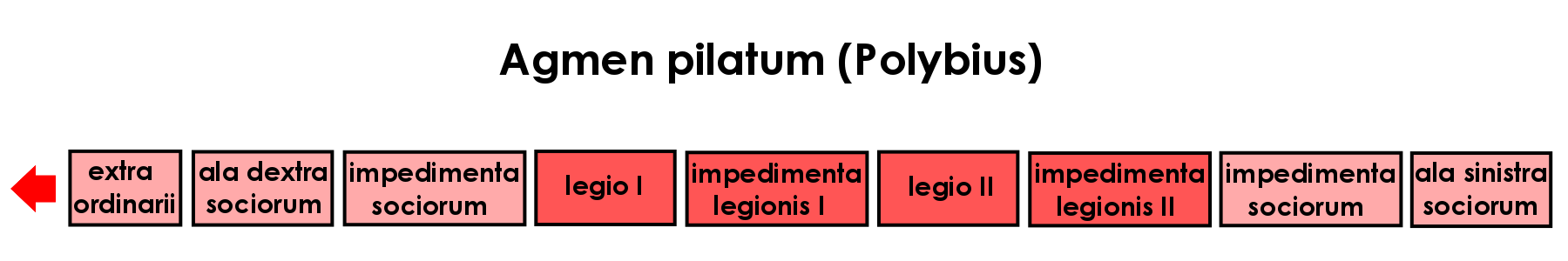
Ordine di marcia di un esercito consolare descritto da Polibio, detto Agmen pilatum

Sempre Polibio, poi Floro ed ancora Gaio Giulio Cesare, ci informano di un ordine di marcia particolare dell'esercito romano, databile per il primo alla guerra annibalica e per il secondo alle guerre cimbriche, per il terzo alla conquista della Gallia e chiamato agmen tripartitum o acie triplici instituita. Questo ordine prevedeva tre differenti "colonne" o "linee", ciascuna costituita rispettivamente da manipoli di hastati (1º colonna, la più esposta ad eventuali attacchi nemici), principes (2º colonna) e triarii (3º colonna), intervallati con i rispettivi bagagli (impedimenta). In caso di necessità i bagagli sfilavano sul retro della terza colonna di triarii, mentre l'esercito romano si trovava già schierato in modo adeguato (triplex agmen).
(Polibio, Storie, VI, 40.11-14.)

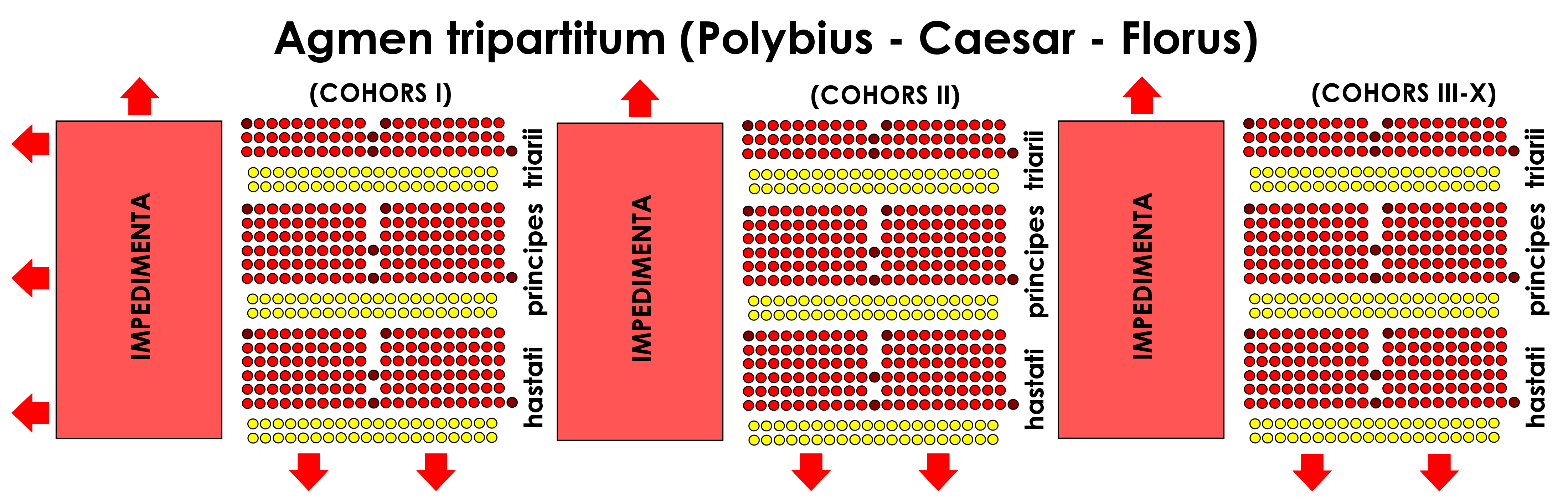
Ordine di marcia di una legione con i bagagli (impedimenta) intervallati tra le sue coorti, detto Agmen tripartitum

Gaio Mario riuscì a rendere la figura del legionario romano una figura professionale e completamente indipendente nell'approvvigionamento, poiché ogni legionario fu equipaggiato a spese della Repubblica romana, di tutto l'occorrente per provvedere alla propria autonomia durante le lunghe marce. Ogni singolo legionario era dotato, infatti, al fine di rendere più veloce l'avanzata (riducendo i reparti delle salmerie), di una sacca di pelle tenuta sulle spalle contenente le razioni per alcuni giorni di viaggio, oltre a due lunghi pali appuntiti per formare l'accampamento, strumenti agricoli e da scavo, mentre la tenda di pelle (una ogni otto legionari) era portata da un singolo mulo. È vero che, se da un lato il legionario era sì più autonomo nell'approvvigionamento, era però anche meno agile nei movimenti di marcia, considerando che era costretto a trasportare diverse decine di chilogrammi di equipaggiamento. Non a caso i legionari di Mario erano definiti "muli mariani", a causa dell'eccessivo carico di impedimenta.

### Epoca imperiale
Questa la descrizione che fa Giuseppe Flavio, dell'ordine di marcia dell'esercito romano in Giudea durante la prima guerra giudaica:
(Giuseppe Flavio, Guerra giudaica, III, 6.2.116-126.)